# IHF-Feldhandball-Europapokal 1968
Am IHF-Feldhandball-Europapokal 1968 nahmen die nationalen Meister der Länder Österreich, Bundesrepublik Deutschland, Schweiz und den Niederlanden teil. Als Qualifikationsgrundlage diente die Saison 1967. Bei der 1. Austragung des Wettbewerbs setzte sich der deutsche Vertreter TSV Grün-Weiß Dankersen durch, der mit Herbert Lübking zudem den Torschützenkönig stellte. Das Turnier fand am 1. und 2. Juni 1968 in Linz statt.

## Turniermodus
Die vier teilnehmenden Mannschaften bestritten ein Rundenturnier, wobei jede Mannschaft einmal gegen jedes andere Team antreten musste. Die Mannschaft, die nach Abschluss dieser Begegnungen die meisten Punkte aufwies, wurde Sieger. Bei einer Punktgleichheit zwischen zwei oder mehreren Mannschaften, gab das bessere Torverhältnis den Ausschlag.

### Teilnehmende Mannschaften
- Union Edelweiß Linz (Meister)[4]
- TSV Grün-Weiß Dankersen (Bundesliga)
- TV Suhr (Nationalliga A)
- Olympia Hengelo (Meister)

## Tabelle und Spiele
| Pl. | Land                    | Sp. | S | U | N | Tore    | Diff. | Punkte |
| --- | ----------------------- | --- | - | - | - | ------- | ----- | ------ |
| 1.  | TSV Grün-Weiß Dankersen | 3   | 3 | 0 | 0 | 059:240 | +35   | 06:00  |
| 2.  | Union Edelweiß Linz     | 3   | 1 | 1 | 1 | 028:320 | −4    | 03:30  |
| 3.  | TV Suhr                 | 3   | 1 | 1 | 1 | 023:280 | −5    | 03:30  |
| 4.  | Olympia Hengelo         | 3   | 0 | 0 | 3 | 025:510 | −26   | 00:60  |

|  | Europapokalsieger 1968 |

| 1. Juni 1968 16:30 Uhr | Olympia Hengelo | 8 : 16 | Union Edelweiß Linz | Linz |
| 1. Juni 1968 16:30 Uhr | (2 : 9)         |        |                     | Linz |
| 1. Juni 1968 16:30 Uhr |                 |        |                     | Linz |

| 1. Juni 1968 | TV Suhr   | 8 : 15   | TSV Grün-Weiß Dankersen | Linz |
| 1. Juni 1968 | Gygax (5) | (6 : 10) | Lübking (7)             | Linz |
| 1. Juni 1968 |           |          |                         | Linz |

| 2. Juni 1968 9:00 Uhr | Union Edelweiß Linz | 5 : 5   | TV Suhr               | Linz |
| 2. Juni 1968 9:00 Uhr | Wesinger (4)        | (3 : 5) | Grundmann & Gygax (2) | Linz |
| 2. Juni 1968 9:00 Uhr |                     |         |                       | Linz |

| 2. Juni 1968 | TSV Grün-Weiß Dankersen | 25 : 9   | Olympia Hengelo | Linz |
| 2. Juni 1968 | Lübking (7)             | (13 : 4) |                 | Linz |
| 2. Juni 1968 |                         |          |                 | Linz |

| 2. Juni 1968 16:30 Uhr | TV Suhr       | 10 : 8  | Olympia Hengelo | Linz Zuschauer: 2.000 |
| 2. Juni 1968 16:30 Uhr | Grundmann (5) | (5 : 6) | Meinen (3)      | Linz Zuschauer: 2.000 |
| 2. Juni 1968 16:30 Uhr |               |         |                 | Linz Zuschauer: 2.000 |

| 2. Juni 1968 | TSV Grün-Weiß Dankersen | 19 : 7   | Union Edelweiß Linz | Linz Zuschauer: 2.000 |
| 2. Juni 1968 | Lübking (10)            | (11 : 5) |                     | Linz Zuschauer: 2.000 |
| 2. Juni 1968 |                         |          |                     | Linz Zuschauer: 2.000 |

## Statistiken

### Torschützenliste
| Pl.                           | Spieler          | Verein                  | Tore |
| ----------------------------- | ---------------- | ----------------------- | ---- |
| 1                             | Herbert Lübking  | TSV Grün-Weiß Dankersen | 24   |
| 2                             | Hansueli Gygax   | TV Suhr                 | 11   |
| 2                             | Bert Meinen      | Olympia Hengelo         | 11   |
| 2                             | Martin Wesinger  | Union Edelweiß Linz     | 11   |
| 5                             | Fritz Schillmann | TSV Grün-Weiß Dankersen | 9    |
| 6                             | Hans Grundmann   | TV Suhr                 | 8    |
| 7                             | Hans-Jürgen Sulk | TSV Grün-Weiß Dankersen | 6    |
| Quelle: , Stand: 2. Juni 1968 |                  |                         |      |

### Die Siegermannschaft
| 1.                      | TSV Grün-Weiß Dankersen |
|                         | - Mannschaft: Helmut Meisolle, Gerhard Schulz, Klaus Barlach, Peter Roese, Wilfried Drögemeier (2), Manfred Horstkötter (1), Erwin Heuer, Jürgen Glombek (4), Friedrich Spannuth (4), Fritz Schillmann (9), Herbert Lübking (24), Siegfried Schütte, Otto Weng (4), Hans-Jürgen Sulk (6), Friedrich Borgmann (5) - Trainer: Gerd Enders |
| In Klammern: Torerfolge | |